# 安道爾簽證政策
安道爾政府雖然容許任何國家或地區公民以他們的護照或歐洲聯盟成員國身份證免簽證入境當地，不過因為所有遊客只能透過申根區成員國法國或西班牙進入安道爾，所以實際上申根區簽證政策同樣亦適用於該國。另一方面，由於安道爾本身並不是申根區的成員國，因此為了可以在入境安道爾後重新合法地進入法國或西班牙，遊客必須擁有申根區簽發的多次入境簽證才可以進入當地。此外安道爾並沒有任何供固定機翼飛機起降的機場，只有3個分別位於馬薩納、阿林薩爾以及埃斯卡尔德斯-恩戈尔达尼的直升機場。